# Ajoke Odumosu
Ajoke Odumosu (ur. 27 października 1987 w Lagos) – nigeryjska lekkoatletka, płotkarka i sprinterka.

## Osiągnięcia
- srebro Mistrzostw Świata Juniorów (sztafeta 4 x 400 m, Pekin 2006)
- brąz igrzysk afrykańskich (bieg na 400 m przez płotki, Algier 2007)
- złoty medal mistrzostw Afryki (bieg na 400 m przez płotki, Addis Abeba 2008)
- wicemistrzostwo Afryki w Nairobi (2010)
- 2. miejsce w pucharze interkontynentalnym (Split 2010)
- złoto igrzysk Wspólnoty Narodów (Nowe Delhi 2010)
- dwa złote medale igrzysk afrykańskich (bieg na 400 m przez płotki, sztafeta 4 x 400 m; Maputo 2011)
- złoty medal mistrzostw Afryki (bieg na 400 m przez płotki, Porto-Novo 2012)
- srebro igrzysk afrykańskich (bieg na 400 metrów przez płotki, Brazzaville 2015)

W 2008 Odumosu reprezentowała Nigerę podczas igrzysk olimpijskich w Pekinie. W starcie indywidualnym odpadła w półfinale 400 metrów, zaś w sztafecie 4 x 400 metrów razem z koleżankami z reprezentacji uplasowała się na 5. pozycji. Podczas igrzysk olimpijskich w Londynie (2012) zajęła 8. miejsce w finale biegu na 400 m przez płotki. Weszła także w skład sztafety 4 x 400 metrów, która po biegu finałowym została zdyskwalifikowana.

## Rekordy życiowe
- bieg na 400 m – 51,39 (2008)
- bieg na 400 m przez płotki – 54,20 (2012) rekord Nigerii
- bieg na 400 m (hala) – 52,78 (2009)